# 민주당 (1991년 대한민국)
민주당(民主黨, Democratic Party)은 평화민주당이 확대개편된 신민주연합당과 삼당합당에 반대한 통일민주당 잔류파 등의 민주당의 합당으로 1991년 9월 16일 창당되었다.
1995년 9월 5일 김대중이 새정치국민회의를 창당하며 상당수 회원이 탈당하여 제2야당이 되었고, 1995년 12월 21일 개혁신당과 함께 통합민주당으로 신설합당되어 소멸하였다.

## 역사

### 창당 이전
- 1987년 5월 1일 : 통일민주당 창당
- 1987년 11월 12일 : 통일민주당 탈당파들이 평화민주당 창당하고, 김대중을 총재 및 대통령선거 후보로 추대
- 1990년 1월 22일 : 김영삼이 통일민주당을 이끌고 민주정의당, 신민주공화당과 함께 민주자유당으로 신설합당
- 1990년 6월 18일: 통일민주당 잔류 세력과 박찬종, 이철 등의 무소속 의원 등이 민주당창당
- 1991년 4월 15일 : 평화민주당이 이우정, 신계륜, 장영달 등의 재야운동가를 영입하여 신민주연합당으로 당명 변경

### 창당 이후
- 1991년 9월 16일 : 신민주연합당이 통일민주당 잔류파인 민주당과 합당하여 민주당(통합민주당)으로 창당
- 1992년 5월 26일 : 경선에서 김대중 대표를 14대 대통령 후보로 선출
- 1992년 6월 24일 : 김대중/이기택 공동대표 체제
- 1992년 12월 19일 : 김대중 대표가 대한민국 제14대 대통령 선거 패배로 정계 은퇴를 선언
- 1993년 4월 8일 : 이기택 대표를 단독대표로 선출
- 1995년 3월 7일 : 새한국당을 흡수 합당
- 1995년 6월 27일 : 대한민국 제1회 지방 선거에서 서울 시장(조순)을 차지하는 등 선전
- 1995년 7월 17일: 김대중 아태재단 이사장의 정계 복귀와 신당 창당 선언으로 민주당 소속 의원 95명중 65명이 탈당하여 합류
- 1995년 9월 1일 : 동교동계 인사들이 대거 탈당한 가운데 홍영기/박일을 공동대표로 선출
- 1995년 9월 5일 김대중 이사장의 주도로 새정치국민회의가 창당되어 제2야당으로 전락
- 1995년 12월 21일 : 민주당 잔류세력이 개혁신당과 함께 통합민주당으로 신설합당해 소멸

## 역대 당수
| 대수 | 역대 대표 | 직함             | 임기                               | 비고                    |
| ---- | --------- | ---------------- | ---------------------------------- | ----------------------- |
| 1    | 김대중    | 공동대표최고위원 | 1991년 9월 16일 ~ 1992년 12월 18일 | 대선 패배로 은퇴        |
| 1    | 이기택    | 공동대표최고위원 | 1991년 9월 16일 ~ 1993년 3월 11일  |                         |
| 2    | 이기택    | 대표최고위원     | 1993년 3월 11일 ~ 1995년 2월 24일  |                         |
| 3    | 이기택    | 총재             | 1995년 2월 24일 ~ 1995년 8월 28일  |                         |
| 4    | 홍영기    | 공동대표최고위원 | 1995년 8월 29일 ~ 1995년 12월 14일 | 통합민주당으로 신설합당 |
| 4    | 박일      | 공동대표최고위원 | 1995년 8월 29일 ~ 1995년 12월 14일 | 통합민주당으로 신설합당 |

## 주요 선거 결과

### 대통령 선거
| 연도   | 선거   | 후보자 | 득표        | 득표율          | 결과 | 당락 |
| ------ | ------ | ------ | ----------- | --------------- | ---- | ---- |
| 1992년 | 14대   | 김대중 | 8,041,284표 | \| \| 33.82% \| | 2위  | 낙선 |
|        | 33.82% |        |             |                 |      |      |

### 국회의원 선거
|  | 31.65% |

|  | 29.2% |

|  | 32.44% |

### 지방선거
|  | 26.67% |

|  | 36.52% |

|  | 40.31% |

## 역대 전당대회

### 합당수임기구 합동회의
1991년 9월 16일, 신민주연합당-민주당 합당수임기구 합동회의는 당헌, 정강 및 기본정책을 확정하고 신민당 김대중 총재와 민주당 이기택 총재를 공동대표최고위원으로 하는 지도부를 선출했다.

### 1992년 11월 민주당 임시 전당대회
1992년 11월 7일 민주당은 임시 전당대회 겸 대선승리전진대회를 가졌다.

### 1993년3월 11일민주당 제2차 전당대회
민주당의 법적 대표였던 김대중 대표가 대한민국 제14대 대통령 선거에서 패배한 뒤 정계은퇴를 선언하자, 민주당은 당 개편을 위해 3월 조기 전당대회를 개최한다.
| 득표순위 | 이름     | 득표수   | 득표율 | 비고          |
| -------- | -------- | -------- | ------ | ------------- |
| 1        | 이기택   | 2,743    | 48.3%  | 결선투표 진출 |
| 2        | 김상현   | 1,928    | 35.3%  | 결선투표 진출 |
| 3        | 정대철   | 944      | 17.3%  |               |
| 총투표수 | 총투표수 | 총투표수 | 5,462  |               |

1차투표 결과 과반득표자가 없어 결선투표로 이어졌고, 결선 투표 진출에 탈락한 정대철 후보는 같은 신민계인 김상현 후보를 지지했다.
| 득표순위 | 이름     | 득표수   | 득표율 | 비고         |
| -------- | -------- | -------- | ------ | ------------ |
| 1        | 이기택   | 2,896    | 53%    | 대표최고위원 |
| 2        | 김상현   | 2,549    | 46.7%  |              |
| 총투표수 | 총투표수 | 총투표수 | 5,462  |              |

결선투표 결과 이기택 대표가 재선되었고, 전당대회는 또 그를 중심으로 할 8명의 최고위원들을 선출했다.

### 1995년2월 민주당 임시 전당대회
1995년 2월 24일 민주당 전당대회는 당헌개정안과 정강정책개정안을 의결하는 한편, 새한국당과 국민회의와의 통합을 선언하고 이기택 대표를 총재로, 새한국당 이종찬 대표를 상임고문으로, 국민회의 김근태 공동대표를 부총재로 추대했다.

### 1995년 8월 민주당 임시 전당대회
새정치국민회의의 창당으로 원내3당으로 밀려나버린 민주당은 1995년 8월 28일 전당대회를 개최해 홍영기 국회부의장과 박일 고문을 공동대표로 하는 임시 지도부를 출범시킨 뒤, 정치개혁시민연합 등 반3김 세력과의 통합수임기구를 구성하기로 결의했다.

### 제1차 민주당-개혁신당통합수임기구 합동회의
1995년 12월 5일 민주당-개혁신당 통합수임기구 합동회의는 양당의 통합을 선언하고 민주당 이기택 고문을 상임고문에, 김원기 고문과 개혁신당 장을병 대표를 공동대표로 선출했다.

## 같이 보기
- 김대중
- 대한민국의 민주당계 정당
- 민주당 (1990년 대한민국)
- 민주당 (1995년 대한민국)
- 새정치국민회의
- 신한민주당